# Tarja Turunen
Tarja Soile Susanna Turunen Cabuli (Kitee, 17. kolovoza 1977.), bivša je glavna pjevačica finske grupe Nightwish, a sada samostalna pjevačica.

## Životopis
Kao mala imala je veliku ljubav prema glazbi, što dokazuje to da je već sa 6 godina počela učiti o njoj. S 15 godina je pohađala prve lekcije pjevanja, a s 18 godina iz svog rodnog grada seli se u Helsinki da bi studirala klasičnu glazbu na Sibelius akademiji. Svira klavir i bubnjeve. 
1996. je bila suosnivač Nightwisha zajedno s kolegom iz razreda Tuomasom Holopainenom. Te godine Turunen je bila izvođačica na Savonlinna Opera Festivalu, no nije postala poznata sve do izlaska Nightwishovog uspješnog albuma Oceanborn u 1998.
Nastavila je turneje s Nightwishom tijekom 2001. i 2002. Popularnost benda i Tarje je rasla sa svakim novim albumima a Tarja je zahvaljujući dokazanim pjevačkim vještinama sudjelovala u brojnim turnejama i ostalim glazbenim projektima. Unatoč tome 21.listopada 2005. primila je pismo otvoreno za javnost od strane Tuomasa i ostalih članova benda u kojem ju izvještavaju da je došao kraj njihovoj suradnji i da je otpuštena iz Nightwisha. 2007. Anette Olzon je postala novi vokal Nightwisha, a Tarja nastavlja solo karijeru. Na prvom Nightwishovom albumu nakon odlaska Tarje iz sastava (Dark Passion Playu) nalazi se pjesma "Bye Bye Beautiful", koju je Tuomas posvetio Tarji i njihovoj nekadašnjoj suradnji.

## Samostalna karijera
U prosincu 2005. nastupala je na nekoliko božićnih koncerata u Finskoj, Njemačkoj, Španjolskoj i Rumunjskoj.
Snimila je i nekoliko božićnih albuma.

## Diskografija

### Studijski albumi
| Godina | Album                |
| ------ | -------------------- |
| 2006.  | Henkäys Ikuisuudesta |
| 2007.  | My Winter Storm      |
| 2010.  | What Lies Beneath    |
| 2013.  | Colours in the Dark  |

### Studijski albumi sNightwishom
| Godina | Album             |
| ------ | ----------------- |
| 1997.  | Angels Fall First |
| 1998.  | Oceanborn         |
| 2000.  | Wishmaster        |
| 2002.  | Century Child     |
| 2004.  | Once              |

## Vanjske poveznice
- Službena stranica  Arhivirana inačica izvorne stranice od 20. svibnja 2013. (Wayback Machine)